# Välisaari (ö i Kymmenedalen)
Välisaari är en ö i Finland.   Den ligger i kommunen Pyttis i  landskapet Kymmenedalen, i den södra delen av landet, 100 km öster om huvudstaden Helsingfors.